# Rodvínov
Rodvínov är en ort i Tjeckien. Den ligger i regionen Södra Böhmen, i den centrala delen av landet, 110 km söder om huvudstaden Prag. Rodvínov ligger 472 meter över havet och antalet invånare är 434.
Terrängen runt Rodvínov är huvudsakligen platt. Rodvínov ligger nere i en dal. Runt Rodvínov är det ganska glesbefolkat, med 38 invånare per kvadratkilometer. Närmaste större samhälle är Jindřichův Hradec, 4,9 km sydväst om Rodvínov. I omgivningarna runt Rodvínov växer i huvudsak blandskog.